# Litchfield (Illinois)
Pour les articles homonymes, voir Litchfield.
Litchfield est une ville de l'Illinois, dans le comté de Montgomery, aux États-Unis, sur l'historique Route 66.